# Star (Disney+)
Star (stilisiert als ST★R) ist ein Kanal innerhalb des Video-on-Demand-Dienstes Disney+ der Walt Disney Company, der eine breite Auswahl an Serien, Filmen, Reality-Shows und Dokumentationen für eine jugendliche und erwachsene Zielgruppe anbietet. Dieser Bereich ist durch eine Kindersicherung geschützt.

## Geschichte
Die Marke Star (ein Akronym für Satellite Television Asian Region) stammt ursprünglich von einem Satellitenfernsehsenderbetreiber mit Sitz in Hongkong, der ab 1991 unter diesem Namen sendete und 1993 von der früheren News Corporation übernommen wurde. Nach 2009 beschränkte sich die Marke Star im Wesentlichen auf die inzwischen in separatem Besitz befindliche Star China Media sowie auf das Unternehmen Star India, welches vor allem in Indien tätig ist, aber auch Inhalte weltweit vermarktet, die sich vornehmlich an Zuschauer indischer Abstammung richten. Die restlichen Unternehmensteile von Star Asia Pacific wurden später in die Abteilung Fox International Channels eingegliedert. Star India (sowie alle Abteilungen der heutigen Fox Networks Group im asiatisch-pazifischen Raum) kamen am 20. März 2019 im Rahmen der Übernahme von 21st Century Fox in den Besitz der Walt Disney Company.
Am 4. August 2020 verkündete der Disney-CEO Bob Chapek während der vierteljährlichen Telefonkonferenz, dass Disney für 2021 plant, einen internationalen Streamingdienst unter der Marke Star zu starten, der anders als Disney+ hauptsächlich Inhalte für Jugendliche und Erwachsene anbieten soll. Diese Ankündigung löste einen zuvor vorgestellten Plan ab, den amerikanischen Streaming-Dienst Hulu in weiteren Märkten einzuführen, was zuvor nur in Japan geschehen ist. Bob Chapek begründete diesen Schritt damit, dass die Marke Hulu außerhalb der USA keinen großen Bekanntheitsgrad hätte, und er ein größeres Potential in der Marke Star sieht, die vor allem in Übersee bekannter ist.
Disney kündigte Star und Star+ offiziell am 10. Dezember 2020 auf seinem Investorentag an. Während dieser Veranstaltung wurde bekanntgegeben, dass Star ein eigener Bereich innerhalb von Disney+ wird, der durch eine Kindersicherung geschützt wird. Abonnenten von Disney+ können Star ohne zusätzliche Kosten nutzen. Star wurde am 23. Februar 2021 in Kanada, Westeuropa, Australien, Neuseeland und Singapur eingeführt, während die Einführung in Hongkong und Taiwan zu einem späteren Zeitpunkt im selben Jahr erfolgte. Am 31. August 2021 wurde der eigenständige Streamingdienst Star+ in Lateinamerika gestartet. In Japan wurde der Star-Bereich am 27. Oktober 2021 zu Disney+ hinzugefügt, während dieser am 12. November 2021 in Südkorea zusammen mit Disney+ gelauncht ist. Im Jahr 2022 wird Star auch in Teilen Mittel- und Osteuropas sowie Israel und Südafrika eingeführt.
Um eine Verwechslung mit Star zu vermeiden, wurden am 22. Januar 2021 die europäischen Ableger der Sender Star Plus, Star Bharat und Star Gold in Utsav Plus, Utsav Bharat und Utsav Gold umbenannt. Disney plant in den nächsten Jahren vermehrt in Original-Inhalte aus Asien für Disney+ und Star zu investieren, diese sollen unter anderem aus Südkorea und Japan stammen.
Am 6. August 2025 wurde bekannt, dass der eigenständige Video-on-Demand-Dienst Hulu, ebenfalls im Besitz der Walt Disney Company, aufgelöst und die Inhalte in Disney+ übernommen werden sollen. Infolgedessen soll der Kanal Star international in Hulu umbenannt werden.

## Inhalte

### Allgemein
Star bietet eine breite Auswahl an Serien, Filmen, Reality-Shows und Dokumentationen für eine jugendliche und erwachsene Zielgruppe aus den Archiven der hauseigenen Firmen, Marken und Unternehmen von Disney an, zu denen FX, National Geographic, Freeform, Hulu, ABC Signature, 20th Television, 20th Century Studios, Searchlight Pictures, Touchstone Pictures, Hollywood Pictures und ESPN Films zählen, hat aber auch Produktionen von Fremdlizenzgebern im Angebot.

### Star Originals
Bei Star Originals handelt es sich um lokale Eigenproduktionen des Streamingdienstes Disney+, die exklusiv für diesen erstellt werden, und über den Kanal Star veröffentlicht werden.

### Exklusiver internationaler Vertrieb
Viele Produktionen, bei denen die lokale Erstveröffentlichung durch Star erfolgt, werden vom Streamingdienst selbst als Star Original oder Star Exklusiv beworben und angeboten. Diese Produktionen stammen größtenteils von den Streamingdiensten (wie Hulu, Star+, ESPN+ und FX on Hulu) und TV-Sendern (wie ABC, Freeform, FX, ESPN und National Geographic) der Walt Disney Company.

## Internationale Veröffentlichung
| Tag der Einführung | Land/Region            |
| ------------------ | ---------------------- |
| 23. Februar 2021   | Australien             |
| 23. Februar 2021   | Österreich             |
| 23. Februar 2021   | Belgien                |
| 23. Februar 2021   | Kanada                 |
| 23. Februar 2021   | Dänemark               |
| 23. Februar 2021   | Finnland               |
| 23. Februar 2021   | Frankreich             |
| 23. Februar 2021   | Deutschland            |
| 23. Februar 2021   | Island                 |
| 23. Februar 2021   | Irland                 |
| 23. Februar 2021   | Italien                |
| 23. Februar 2021   | Luxemburg              |
| 23. Februar 2021   | Niederlande            |
| 23. Februar 2021   | Neuseeland             |
| 23. Februar 2021   | Norwegen               |
| 23. Februar 2021   | Portugal               |
| 23. Februar 2021   | Singapur               |
| 23. Februar 2021   | Spanien                |
| 23. Februar 2021   | Schweden               |
| 23. Februar 2021   | Schweiz                |
| 23. Februar 2021   | Vereinigtes Königreich |
| 27. Oktober 2021   | Japan                  |
| 12. November 2021  | Südkorea               |
| 12. November 2021  | Taiwan                 |
| 16. November 2021  | Hongkong               |
| Sommer 2022        | Andorra                |
| Sommer 2022        | Bulgarien              |
| Sommer 2022        | Tschechien             |
| Sommer 2022        | Griechenland           |
| Sommer 2022        | Ungarn                 |
| Sommer 2022        | Israel                 |
| Sommer 2022        | Liechtenstein          |
| Sommer 2022        | Polen                  |
| Sommer 2022        | Rumänien               |
| Sommer 2022        | Serbien                |
| Sommer 2022        | Slowakei               |
| Sommer 2022        | Südafrika              |
| Sommer 2022        | Türkei                 |